# Списак генерала и адмирала ЈНА: Б
Списак генерала и адмирала Југословенске народне армије (ЈНА) чије презиме почиње на слово Б, за остале генерале и адмирале погледајте Списак генерала и адмирала ЈНА.
- Ацо Бабић (1921—1986) генерал-мајор. Активна служба у ЈНА престала му је 1967. године.[2]
- Манојло Бабић (1925—2014) генерал-мајор.
- Миле Бабић (1935—2022) генерал-мајор.[б]
- Петар Бабић (1919—2006) генерал-пуковник. Активна служба у ЈНА престала му је 1979. године. Народни херој.[2]
- Радомир Бабић (1909—1996) генерал-потпуковник. Активна служба у ЈНА престала му је 1962. године. Народни херој.[2]
- Јосип Бабин (1915) генерал-потпуковник. Активна служба у ЈНА престала му је 1965. године.[2]
- Берислав Бадурина (1924—2002) генерал-мајор. Активна служба у ЈНА престала му је 1970. године.[3]
- Душан Баић (1923—2003) генерал-потпуковник. Активна служба у ЈНА престала му је 1981. године.[3]
- Ђуро Бајић (1918—2012) генерал-мајор. Активна служба у ЈНА престала му је 1971. године.[3]
- Владимир Бајић (1924) генерал-мајор. Активна служба у ЈНА престала му је 1979. године.[4]
- Владо Бајић (1915—2004) генерал-пуковник. Активна служба у ЈНА престала му је 1975. године. Народни херој.[3]
- Љубомир Бајић (1939) генерал-мајор авијације.[в]
- Филип Бајковић (1910—1985) генерал-мајор. Активна служба у ЈНА престала му је 1951. године. Народни херој.[4]
- Ахмед Бајровић (1912—1990) генерал-мајор. Активна служба у ЈНА престала му је 1968. године.[4]
- Милош Бајчетић (1931—2016) генерал-пуковник. Активна служба у ЈНА престала му је 1991. године.
- Владимир Бакарић (1919—1976) генерал-мајор. Активна служба у ЈНА престала му је 1967. године.[4]
- Александар Бакић (1915—1997) генерал-мајор. Активна служба у ЈНА престала му је 1971. године.[4]
- Ђуро Бакрач (1915—1996) генерал-мајор. Активна служба у ЈНА престала му је 1964. године. Народни херој.[4]
- Борис Балаш (1914) генерал-мајор. Активна служба у ЈНА престала му је 1963. године.[4]
- Ђука Баленовић (1920—2002) генерал-потпуковник. Активна служба у ЈНА престала му је 1978. године.[4]
- Иван Бан (1929) генерал-мајор.[5]
- Анте Банина (1915—1977) генерал-пуковник. Активна служба у ЈНА престала му је 1975. године. Народни херој.[6]
- Владимир Бањанин (1934) генерал-потпуковник. Активна служба у ЈНА престала му је 1992. године.
- Ненад Бањац (1928) генерал-мајор.[6]
- Владимир Барац (1921—1998) генерал-мајор. Активна служба у ЈНА престала му је 1975. године.[6]
- Драгутин Барац (1922—1996) санитетски генерал-потпуковник. Активна служба у ЈНА престала му је 1981. године.[6]
- Казимир Барила (1919—1993) генерал-мајор. Активна служба у ЈНА престала му је 1972. године.[7]
- Бранислав Барјактаревић (1914—1997) генерал-потпуковник. Активна служба у ЈНА престала му је 1965. године.[7]
- Иван Баричевић (1926) генерал-мајор. Активна служба у ЈНА престала му је 1985. године.
- Владимир Баровић (1939—1991) контра-адмирал.
- Милош Барош (1937—2004) генерал-мајор.[г]
- Милан Баста (1912) генерал-мајор. Активна служба у ЈНА престала му је 1959. године.[7]
- Петар Баста (1916—1991) генерал-мајор. Активна служба у ЈНА престала му је 1968. године.[7]
- Душан Батиница (1921—1986) генерал-потпуковник. Активна служба у ЈНА престала му је 1979. године.[8]
- Саво Батиница (1915—1984) генерал-мајор. Активна служба у ЈНА престала му је 1965. године.[8]
- Рудолф Баумгертел (1918—1973) генерал-мајор. Активна служба у ЈНА престала му је 1970. године.[8]
- Димитрије Бауцал (1937—2005) генерал-мајор.[д]
- Стево Беговић (1923—1999) генерал-мајор. Активна служба у ЈНА престала му је 1975. године.[9]
- Драгомир Бенчић (1911—1967) генерал-потпуковник. Народни херој.[10]
- Никола Бенић (1931—1985) генерал-мајор авијације.[10]
- Милован Берберски (1930—2022) генерал-мајор. Активна служба у ЈНА престала му је 1990. године.
- Богосав Берић (1922) генерал-мајор. Активна служба у ЈНА престала му је 1975. године.[11]
- Јосип Беркопец (1911—1997) генерал-мајор. Активна служба у ЈНА престала му је 1963. године.[11]
- Јоже Берце (1926) генерал-мајор.
- Коста Бизјак (1921—2007) генерал-мајор. Активна служба у ЈНА престала му је 1973. године.[12]
- Стеван Бикић (1918—1994) генерал-потпуковник. Активна служба у ЈНА престала му је 1976. године.[13]
- Мате Билобрк (1920—1976) генерал-пуковник.[13]
- Томислав Биондић (1932—2001) генерал-мајор. Активна служба у ЈНА престала му је 1990. године.
- Андрија Биорчевић (1933—2001) генерал-потпуковник.[ђ]
- Анте Биочић (1913—1986) генерал-мајор. Активна служба у ЈНА престала му је 1969. године.[13]
- Никола Биуковић (1929) генерал-мајор. Активна служба у ЈНА престала му је 1990. године.
- Стеван Бједов (1920) генерал-мајор. Активна служба у ЈНА престала му је 1976. године.[12]
- Станко Бјелајац (1912—2003) генерал-пуковник. Активна служба у ЈНА престала му је 1972. године. Народни херој.[12]
- Јован Бјелић (1931—2009) санитетски генерал-мајор.[е]
- Милан Бјелогрлић (1922—2012) генерал-потпуковник. Активна служба у ЈНА престала му је 1984. године.[12]
- Живко Благојев (1926—2015) генерал-мајор авијације.[12]
- Михајло Блажевић (1909—1964) генерал-мајор. Активна служба у ЈНА престала му је 1962. године.[12]
- Слава Блажевић (1919—1999) санитетски генерал-мајор. Активна служба у ЈНА престала јој је 1981. године[ж][12]
- Ђуро Блаха (1916) генерал-потпуковник. Активна служба у ЈНА престала му је 1974. године.[12]
- Јанко Бобетко (1919—2003) генерал-потпуковник. Активна служба у ЈНА престала му је 1972. године.[з]
- Петар Богдан (1915—1996) генерал-потпуковник. Активна служба у ЈНА престала му је 1966. године. Народни херој.[14]
- Гедеон Богдановић (1912—1987) генерал-мајор. Активна служба у ЈНА престала му је 1965. године. Народни херој.[14]
- Јован Богдановић (1915—1997) генерал-мајор. Активна служба у ЈНА престала му је 1966. године.[14]
- Петар Богуновић (1924—2012) вице-адмирал. Активна служба у ЈНА престала му је 1983. године.[14]
- Урош Богуновић (1914—2006) генерал-мајор. Активна служба у ЈНА престала му је 1963. године. Народни херој.[14]
- Андрија Божанић (1906—1989) вице-адмирал. Активна служба у ЈНА престала му је 1962. године. Народни херој.[15]
- Никола Божанић (1912—1980) генерал-пуковник. Активна служба у ЈНА престала му је 1970. године.[15]
- Иван Божић (1894—1962) генерал-мајор. Активна служба у ЈНА престала му је 1955. године.[15]
- Божидар Божовић (1932) генерал-потпуковник. Активна служба у ЈНА престала му је 1992. године.
- Божо Божовић (1911—1992) генерал-пуковник. Активна служба у ЈНА престала му је 1964. године. Народни херој.[15]
- Лука Божовић (1918—2008) генерал-мајор. Активна служба у ЈНА престала му је 1974. године.[15]
- Радомир Божовић (1915—2000) генерал-мајор. Активна служба у ЈНА престала му је 1967. године. Народни херој.[15]
- Слободан Бојић (1940) генерал-мајор.[и]
- Милован Бојовић (1937—2017) генерал-мајор.[ј]
- Јурај Боначи (1903—1971) контра-адмирал. Активна служба у ЈНА престала му је 1960. године.[16]
- Ђорђо Боначић (1920—1990) генерал-потпуковник. Активна служба у ЈНА престала му је 1978. године.[16]
- Илија Борић (1930) генерал-потпуковник. Активна служба у ЈНА престала му је 1991. године.
- Никола Борић (1913) генерал-мајор. Активна служба у ЈНА престала му је 1969. године.
- Милан Борић (1913) генерал-потпуковник. Активна служба у ЈНА престала му је 1969. године.[16]
- Бранко Боројевић (1919—1982) генерал-пуковник. Активна служба у ЈНА престала му је 1979. године.[16]
- Крсто Босанац (1922—2008) генерал-мајор. Активна служба у ЈНА престала му је 1972. године.[17]
- Буде Боснић (1920—2010) генерал-мајор. Активна служба у ЈНА престала му је 1971. године.[15]
- Милан Боснић (1916—2009) генерал-потпуковник. Активна служба у ЈНА престала му је 1974. године.[15]
- Драгољуб Боцинов (1933—2003) вице-адмирал.
- Василије Бошковић (1916—1997) генерал-мајор. Активна служба у ЈНА престала му је 1972. године.[15]
- Вукашин Брајовић (1921—1982) генерал-мајор. Активна служба у ЈНА престала му је 1974. године.[18]
- Петар Брајовић (1915—1991) генерал-пуковник. Активна служба у ЈНА престала му је 1973. године. Народни херој.[18]
- Петар Брајовић (1915—2000) генерал-мајор. Активна служба у ЈНА престала му је 1965. године.[18]
- Анте Бралић (1915—1998) генерал-мајор. Активна служба у ЈНА престала му је 1968. године.[18]
- Нико Братанић (1906—1987) санитетски генерал-мајор. Активна служба у ЈНА престала му је 1967. године.[18]
- Младен Братић (1933—1991) генерал-мајор.
- Александар Брачун (1928) генерал-мајор авијације. Активна служба у ЈНА престала му је 1977. године.[18]
- Владимир Брдар (1932—2021) генерал-мајор. Активна служба у ЈНА престала му је 1990. године.
- Мане Брека (1910—1986) генерал-мајор. Активна служба у ЈНА престала му је 1964. године.[19]
- Душан Брстина (1914—1994) генерал-мајор. Активна служба у ЈНА престала му је 1970. године.[20]
- Стане Бровет (1930—2007) адмирал.[к]
- Срђан Брујић (1914—1974) генерал-потпуковник. Активна служба у ЈНА престала му је 1972. године.[20]
- Виктор Бубањ (1918—1972) генерал-пуковник. Народни херој.[л][20]
- Владимир Бубић (1916) контра-адмирал. Активна служба у ЈНА престала му је 1968. године.[20]
- Душан Будимир (1934—2007) генерал-мајор. Активна служба у ЈНА престала му је 1991. године.
- Милан Бујошевић (1918—1972) генерал-мајор.[21]
- Милан Булат (1919—2001) генерал-мајор. Активна служба у ЈНА престала му је 1969. године.[21]
- Раде Булат (1920—2013) генерал-потпуковник. Активна служба у ЈНА престала му је 1978. године. Народни херој.[21]
- Веко Булатовић (1884—1969) генерал-мајор. Активна служба у ЈНА престала му је 1946. године.[21]
- Мирко Буловић (1921—1997) генерал-потпуковник. Активна служба у ЈНА престала му је 1974. године.[21]
- Славко Бунчић (1926—1998) генерал-мајор.[21]
- Симеон Бунчић (1928—2018) генерал-пуковник. Активна служба у ЈНА престала му је 1991. године.
- Милан Бурчул (1925) генерал-мајор.[21]
- Мирко Бурић (1916) генерал-потпуковник. Активна служба у ЈНА престала му је 1974. године.[22]
- Саво Бурић (1915—1963) генерал-потпуковник. Народни херој.[22]
- Михаел Бутара (1922—2016) генерал-мајор. Активна служба у ЈНА престала му је 1969. године.[22]